# 착한 당신
《착한 당신》는 2003년 8월 1일에 MBC에서 방영한 베스트극장이다.

## 등장 인물

### 주요 인물
- 남성진 : 순호 역
- 이혜은 : 정애 역

### 그 외 인물
- 엄수정 : 지현 역 - 휴먼 다큐멘터리 작가
- 이선균 : 인철 역 - 연출가, 지현의 옛 연인
- 이혜상 : 은미 역 - 식당 종업원
- 김영옥
- 유승봉 : 택시기사 역
- 김만혜
- 주우 : 의사 역
- 양영민